# 最佳线性无偏预测
最佳线性无偏预测(best linear unbiased prediction， 简称BLUP)，又音译为“布拉普”，是统计学上用于线性混合模型对随机效应进行预测的一种方法。最佳线性无偏预测由Charles Roy Henderson提出。随机效应的最佳线性无偏预测（BLUP）等同于固定效应的最佳线性无偏估计（best linear unbiased estimates, BLUE）（参见高斯-马尔可夫定理）。因为对固定效应使用估计一词，而对随机效应使用预测，这两个术语基本是等同的。BLUP被大量使用于动物育种。
最佳线性无偏预测和线性混合模型中随机效应的经验贝叶斯估计相同。